# Куджаш
Куджаш (Кажас, Хаджи-Ахмет) (убит в конце 1450-х гг) — сын бия Ногайской орды Гази, потомок Идигу.
Согласно В.В. Тепавлову был причастен к насильственной смерти в конце 1440-х годов Ваккаса, беклярбека узбекского хана Абу-л-Хайра. Куджас имел причины ненавидеть Ваккаса, так как, возможно, он был причастен к убийству Гази и в любом случае занял место его отца в иерархии мангытских вождей. Именно причастностью Куджаса к смерти Ваккаса и мотивами мести В.В. Трепавлов объясняет непримиримую ненависть к нему сына Ваккаса Мусы.
После событий 1455 хроники рассказывают о сражении Мусы с Куджашем, в котором Муса был разбит. Тогда Муса стал искать помощи у шибанида Буреке (Берке), сына Йадгара. Тот также был заинтересован в поддержке мангытского бия, так как наличие мангытского вождя в качестве беклярбека открывало его роду путь к власти. При поддержке Буреке и Мусы Йадгар был провозглашен ханом. Совместными усилиями Мусы и Буреке Куджаш был разбит и убит, а его улус был захвачен победителями.